# Ignacio de la Torre y Mier
José Ignacio Mariano Santiago Joaquín Francisco de la Torre y Mier (Ciudad de México, 25 de julio de 1866-Manhattan, 1 de abril de 1918), conocido como Ignacio de la Torre y Mier, fue un político y empresario mexicano. Estuvo emparentado con la Casa de Grimaldi, la realeza de Mónaco, por medio de su hermana Susana. También tuvo relación, por cuenta propia, con la familia del presidente de México Porfirio Díaz al haberse casado con Amada Díaz, la hija mayor de este último.

## Primeros años y familia
José Ignacio Mariano Santiago Joaquín Francisco de la Torre y Mier nació el 25 de julio de 1866 en Ciudad de México, siendo el menor de los siete hijos del empresario gaditano de azúcar Isidoro Fernando José Máximo de la Torre Carsí, fundador de la casa Jecker-Torre & Cía., responsable de emitir los bonos que serían pretexto de la intervención francesa; y de su esposa María Luisa de los Ángeles Mier y Celis.
Una de sus hermanas, Susana de la Torre y Mier, contrajo matrimonio en 1881 en París, Francia, con el conde Majencio de Polignac. El hijo menor de ambos, Pedro de Polignac, casó en 1920 con la princesa Carlota de Mónaco, siendo padres del príncipe Raniero III de Mónaco, esposo de Grace de Mónaco.
Sus padre, Ysidoro De la Torre (1818-1881), originario del Puerto de Santa María, provincia de Cádiz, contrajo matrimonio con doña Luisa Mier y Celis (1829-1883), joven oriunda de la Ciudad de México el 11 de diciembre de 1857 en la Catedral Metropolitana de la Ciudad de México. Don Ysidoro fue un hacendado de muy buena posición económica; llegó a poseer 10 fincas y vivía con su familia en el Palacio del Marqués del Apartado. Ignacio recibió una esmerada educación en los mejores colegios de México y Estados Unidos. Sus hermanos fueron Susana María Estefanía Francesca de Paula de la Torre y Mier (1858-1913), Isidoro de la Torre y Mier (1860-1891), Tomas Juan Miguel del Corazón de Jesús de la Torre y Mier (1861-1909), María de la Concepción de la Torre y Mier (1863-1900), María Guadalupe de la Torre y Mier (1864) y María de la Esperanza de la Torre y Mier (1865).
En cuanto al linaje Mier, era primo en segundo grado del V Marqués de Santa Coa, Joaquín Pedro De Mier Díaz y Granados; y de Manuel Mateo de Epalza Hoyos, hijo de la marquesa de Torre Hoyos (Linajes de la familia Mier en América).
Como herencia de su padre, que murió en Francia el 28 de agosto de 1881, Ignacio recibió la hacienda de Santiago Tenextepango, en Ayala, Morelos. Era una de las más productivas de su tiempo, con una extensión de 16 mil hectáreas, la finca estaba dedicada a la producción de caña de azúcar. Después de la Guerra de Independencia de Cuba, el estado de Morelos comenzó a competir con Hawái y Puerto Rico; motivo por el cual De la Torre invirtió en infraestructura para sus tierras.

## Carrera política

### Inicios
Con el apoyo de su suegro, fue elegido diputado de la XVI Legislatura del Congreso de la Unión de México al poco tiempo de casado, en 1892 fue nominado candidato a gobernador del Estado de México. Ignacio era además miembro de la dirección del Banco de Londres y México; sin embargo, su candidatura se vio atacada por su reputación de tener una vida licenciosa.
Por ello, De la Torre retiró su candidatura, lo que permitió que el general José Vicente Villada se reeligiera como gobernador. Luego de este suceso, las relaciones con su suegro se limitaron a ser ceremoniosas y tirantes; y desde ese momento, cada vez que Ignacio viajaba al extranjero Díaz encomendaba a los cónsules mexicanos que lo vigilaran.

### Oposición a Madero
En la administración del presidente Francisco I. Madero, De la Torre mostró abiertamente su oposición hacia su régimen, financiando muchos de los diarios que lo atacaban e incluso, se vio implicado en el asesinato de este el 22 de febrero de 1913, porque arrendó uno de sus coches al mayor Francisco Cárdenas, donde transportaron al vicepresidente José María Pino Suárez y a Madero a la penitenciaría de Lecumberri para asesinarlos.

### Encarcelamiento
Después de este hecho, dejó su mansión de Reforma y se fue a vivir a su quinta del Parque Lira en Tacubaya. Tras el triunfo de los revolucionarios en 1914, su mansión fue confiscada e Ignacio fue arrestado e internado en la Penitenciaría de Lecumberri por órdenes de Venustiano Carranza, bajo los cargos de difamación al gobierno de Madero y por apoyar el ilícito régimen de Victoriano Huerta.
Amada lo visitaba todos los días en prisión. Con la llegada de Emiliano Zapata a Ciudad de México, cuando éste se reunió con Francisco Villa, en un gesto de generosidad y en recuerdo de su previa relación laboral, lo sacó de la cárcel y lo mantuvo bajo la custodia de Gustavo Baz, quien le permitió que comerciara con maíz. De la Torre se dedicó a traficar maíz, haciéndose pasar por general del Ejército del Sur. Al enterarse, Zapata lo mantuvo bajo arresto domiciliario. Ya en la extrema pobreza, en Cuernavaca Ignacio se enteró de que habían sido expropiadas sus haciendas en Yautepec y Cuautla.

### Comerciante exportador
Tenía una casa de comercio con la que canalizaba hacia el exterior, la venta de sus productos, lo que hizo que se ganara el afecto del presidente Porfirio Díaz y de varios funcionarios públicos. Era propietario además de la hacienda de San Nicolás Peralta en Lerma, Estado de México; cometiendo varios abusos como el de corregir el cauce de uno de los ríos que desembocaba en la laguna de Lerma, que desbordó cada año en el pueblo de San Francisco.

## Vida personal

### Amistad con Emiliano Zapata
Algunos historiadores han afirmado que en el libro El álbum de Amada Díaz, escrito por Ricardo Orozco basándose en diarios de su esposa Amada, Mier tuvo un encuentro sexual con Emiliano Zapata. Este especulativo asegura que en una de las páginas de la citada obra se lee que Amada los vio «revolcándose en las caballerizas» de la hacienda de San Carlos Borromeo, donde Zapata trabajó para ellos como caballerango. Sin embargo, en ninguna de las 186 páginas del libro se encuentra tal escrito, pero en él si se narra que ambos hombres mantuvieron una amistad muy cercana, tanto así que solían cuidarse el uno al otro aún cuando Zapata era un revolucionario, y él un político y empresario. Su confraternidad fue tal que incluso cuando fue encarcelado por órdenes de Venustiano Carranza, Zapata solía cuidarlo y llevarlo a cualquier lugar donde él se encontrara, hasta que finalmente le ayudó a ser liberado de su aprisionamiento. Aunque era sabido que Mier era un hombre gay, no es posible confirmar que él y Zapata hayan mantenido una relación más allá de una camaradería muy cercana.

### Matrimonio con Amada Díaz

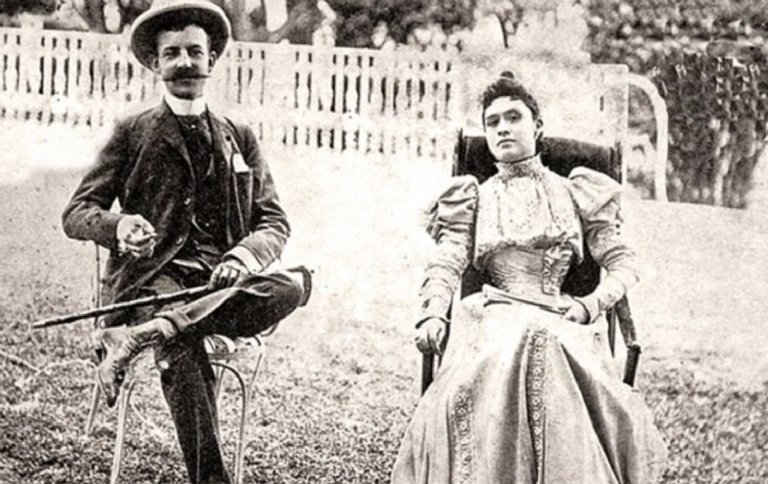
Ignacio y Amada Diaz, c. 1900.

El 16 de enero de 1888 contrajo matrimonio con Amada Díaz, hija predilecta del presidente Porfirio Díaz, nacida de su relación con una indígena de Huamuxtitlán, Guerrero de nombre Rafaela Quiñones. La ceremonia tuvo lugar en la Catedral Metropolitana de la Ciudad de México y fueron sus padrinos Don Porfirio Díaz y doña Esperanza De la Torre y Mier. Ignacio había conocido a Amada, a la sazón pretendida del general Fernando González Mantecón, hijo del compadre de don Porfirio, Manuel González; en un baile celebrado en la primavera de 1887. Después de un breve cortejo, y un efímero noviazgo, recibieron la bendición del arzobispo Pelagio Antonio de Labastida y Dávalos.

### Sexualidad
El matrimonio De la Torre-Díaz estuvo condenado al fracaso, pues su actitud escandalizaría a la sociedad mexicana y a la familia presidencial por sostener múltiples relaciones homosexuales. Pese a ello, como parte de la familia de Don Porfirio, presenció las bodas de  Porfirio Díaz (hijo) con Luisa Raigosa en 1897 y de Luz Díaz con Francisco Rincón Gallardo en 1899.
Su vida matrimonial era problemática, ya que tenían vidas separadas. Él vivía en una de las alas de su mansión de Reforma y solo se acompañaban cuando debían presentarse a los actos de sociedad y los del protocolo presidencial. Además, De la Torre mantenía otra vida privada, en la cual acostumbraba encontrar la compañía que en su esposa no encontraba, con otros jóvenes de la alta sociedad. 
El 17 de noviembre de 1901, la policía realizó una redada en la calle de La Paz, en la colonia Tabacalera en lo que llegaría a conocerse como «baile de los cuarenta y uno». Un episodio en la historia mexicana en el cual se detuvo un baile de caballeros clandestino en el que la mitad de los invitados estaban vestidos con ropa asociadas a la mujer: vestidos, faldas, chalines, zapatillas, entre otros; mientras que la otra mitad, vestía de traje mientras, en parejas, bailaban al son de la pieza. Con los prejuicios de la época y las costumbres de entonces, se detuvo de momento a todos los involucrados. Corrió entonces un rumor de que en realidad habrían sido 42 los detenidos en aquella redada, siendo precisamente el número cuarenta y dos, Ignacio de la Torre, que habría sido salvado y cuya participación fue omitida por intercesión presidencial.

## Muerte
Luego de ser liberado tras ser encarcelado, se trasladó a Puebla, y de ahí al puerto de Veracruz, donde disfrazado de arriero, abordó un tren a vapor hacia Estados Unidos. Se estableció en Nueva York y en los primeros meses de 1918 fue internado en el hospital Stern por una dolencia de hemorroides. Los médicos optaron por operar de inmediato las venas del esfínter, fracasando en el intento, e Ignacio de la Torre y Mier murió el 1 de abril de 1918. Su esposa Amada tuvo que vender todas sus propiedades para pagar las inmensas deudas que le heredó.

## En la cultura popular
- En la telenovela histórica, El vuelo del águila, es interpretado por el actor Arturo Ríos.

- En la cinta de 2020, El baile de los 41, de la Torre y Mier es interpretado por el actor Alfonso Herrera.[8][9]

## Ancestros
| \| \| \| \| \| \| \| \| \| \| \| \| \| \| \| \| \| \| \| \| 4. Ysidoro de la Torre \| \| \| \| \| \| \| \| \| \| \| \| \| \| \| \| \| \| \| \| \| \| \| \| \| \| \| \| \| \| \| \| \| \| \| \| \| \| \| \| \| \| \| \| \| \| \| \| \| \| \| \| \| \| 2. Ysidoro de la Torre y Carsi \| \| \| \| \| \| \| \| \| \| \| \| \| \| \| \| \| \| \| \| \| \| \| \| \| \| \| \| \| \| \| \| \| \| \| \| \| \| \| \| \| \| \| \| \| \| \| \| \| \| \| \| \| \| 5. Teresa Carsi \| \| \| \| \| \| \| \| \| \| \| \| \| \| \| \| \| \| \| \| \| \| \| \| \| \| \| \| \| \| \| \| \| \| \| \| \| \| \| \| \| \| \| \| \| \| \| \| \| \| \| \| \| \| 1. Ignacio de la Torre y Mier \| \| \| \| \| \| \| \| \| \| \| \| \| \| \| \| \| \| \| \| \| \| \| \| \| \| \| \| \| \| \| \| \| \| \| \| \| \| \| \| \| \| \| \| \| \| \| \| \| \| \| \| \| \| 6. Gregorio de Mier y Terán \| \| \| \| \| \| \| \| \| \| \| \| \| \| \| \| \| \| \| \| \| \| \| \| \| \| \| \| \| \| \| \| \| \| \| \| \| \| \| \| \| \| \| \| \| \| \| \| \| \| \| \| \| \| 3. Luisa de Mier y Celis \| \| \| \| \| \| \| \| \| \| \| \| \| \| \| \| \| \| \| \| \| \| \| \| \| \| \| \| \| \| \| \| \| \| \| \| \| \| \| \| \| \| \| \| \| \| \| \| \| \| \| \| \| \| 7. Mariana de Celis \| \| \| \| \| \| \| \| \| \| \| \| \| \| \| \| \| \| \| \| \| \| \| \| \| \| \| \| \| \| \| \| \| \| \| \| \| \| \| \| \| \| \| \| \| \| \| \| \| \| \| \| |                                |  |  |  |  |  |  |  |  |  |  |  |  |  |  |  |
| |                                |  |  |  |  |  |  |  |  |  |  |  |  |  |  |  |
| | 4. Ysidoro de la Torre         |  |  |  |  |  |  |  |  |  |  |  |  |  |  |  |
| |                                |  |  |  |  |  |  |  |  |  |  |  |  |  |  |  |
| |                                |  |  |  |  |  |  |  |  |  |  |  |  |  |  |  |
| | 2. Ysidoro de la Torre y Carsi |  |  |  |  |  |  |  |  |  |  |  |  |  |  |  |
| |                                |  |  |  |  |  |  |  |  |  |  |  |  |  |  |  |
| |                                |  |  |  |  |  |  |  |  |  |  |  |  |  |  |  |
| | 5. Teresa Carsi                |  |  |  |  |  |  |  |  |  |  |  |  |  |  |  |
| |                                |  |  |  |  |  |  |  |  |  |  |  |  |  |  |  |
| |                                |  |  |  |  |  |  |  |  |  |  |  |  |  |  |  |
| | 1. Ignacio de la Torre y Mier  |  |  |  |  |  |  |  |  |  |  |  |  |  |  |  |
| |                                |  |  |  |  |  |  |  |  |  |  |  |  |  |  |  |
| |                                |  |  |  |  |  |  |  |  |  |  |  |  |  |  |  |
| | 6. Gregorio de Mier y Terán    |  |  |  |  |  |  |  |  |  |  |  |  |  |  |  |
| |                                |  |  |  |  |  |  |  |  |  |  |  |  |  |  |  |
| |                                |  |  |  |  |  |  |  |  |  |  |  |  |  |  |  |
| | 3. Luisa de Mier y Celis       |  |  |  |  |  |  |  |  |  |  |  |  |  |  |  |
| |                                |  |  |  |  |  |  |  |  |  |  |  |  |  |  |  |
| |                                |  |  |  |  |  |  |  |  |  |  |  |  |  |  |  |
| | 7. Mariana de Celis            |  |  |  |  |  |  |  |  |  |  |  |  |  |  |  |
| |                                |  |  |  |  |  |  |  |  |  |  |  |  |  |  |  |
| |                                |  |  |  |  |  |  |  |  |  |  |  |  |  |  |  |